# Estado Aragua
Aragua  es uno de los veintitrés estados que, junto con el Distrito Capital y las Dependencias Federales, forman la República Bolivariana de Venezuela. Su capital es Maracay. Está ubicado en el centro-norte del país, en la región Central. Limita al norte con El Mar Caribe, al este con Estado La Guaira y Miranda (estando muy cerca del Distrito Capital), al sur con Guárico y al oeste con Carabobo. Según proyecciones del INE para el año 2023, cuenta con 2.068.820 habitantes, siendo el séptimo estado más poblado —por detrás de Zulia, Miranda, Carabobo, Distrito Capital, Lara y Bolívar—, y con una superficie de 7014 km², el cuarto menos extenso —por delante de Carabobo, La Guaira y Nueva Esparta— y con 271 hab/km², el quinto más densamente poblado, por detrás de Carabobo, Nueva Esparta, Miranda y La Guaira.
Posee 18 municipios autónomos y 50 parroquias civiles. Sus principales ciudades son: Maracay, Turmero, La Victoria, Villa de Cura, Santa Rita, Cagua y El Limón. Además el Estado Aragua tiene localidades turísticas como: Cata, Chuao, Choroní, Ocumare de la Costa, Cuyagua, la Colonia Tovar y Coropo.

## Etimología
El nombre del estado proviene de un vocablo indígena de origen cumanagoto (Caribe) con que se denomina al chaguaramo, un tipo de palma de la región. Sin embargo, de acuerdo con Carlos Blanco Galeno, cronista de Turmero, deriva del Caribe aregua, y este de are ('sitio') y de gua que a su vez deriva de ogun ('lo mío'), por lo que significaría 'mi sitio, mi país'. Ese mismo inspiró el nombre del río Aragua, importante tributario del lago de Valencia.

## Historia
Los terrenos donde hoy se encuentra la ciudad de Maracay fueron otorgados a Sebastián Díaz Alfaro en el siglo XVI. Después de su muerte las tierras pasaron a su hijo Mateo. En ese entonces esas tierras eran conocidas con el nombre de Valle de Tucupío y Tepatopo y se utilizaban como terrenos de pastoreo de ganado. Hacia Tucupío, Tapatapa, Guey y el Rincón se sembraba caña de azúcar y cacao.
Para el año 1700 unas 40 familias habitaban el valle, las cuales se dirigen al Obispo Diego de Baños y Sotomayor para elegir una feligresía, lo que equivalía a dar consistencia al centro poblado oficialmente.
El 5 de marzo fue fundada la ciudad de Maracay, tomando su nombre del río Maracay. Maracay sufrió los avatares de la revolución emancipadora, siendo de especial interés los sucesos de 1812-13 que tuvieron como escenario la hacienda La Trinidad. Posteriormente, en 1816 y en 1818, se produjo el asalto de la Cabrera y el combate de Maracay donde fueron derrotadas las tropas patriotas. La Guerra Federal también dejó su secuela en la localidad, resultando seriamente afectados los campos aledaños. A ello se agrega una terrible epidemia de peste, originada al parecer por la descomposición del añil fermentado, la cual cobra numerosas víctimas.
Los inicios de transformación urbanística y económica de Maracay comienzan durante la administración del General Juan Vicente Gómez, quien residía en la ciudad desde el inicio de su gobierno. En el año de 1898 fue designada La Victoria capital del estado, para luego, en 1917, ser traslada a Maracay, rango que aún conserva.

### Conquista y época colonial española
Aragua formó parte de la Provincia de Caracas a partir de 1555.
Los grupos europeos penetraron más tarde a la zona de Aragua que a lo que actualmente es Carabobo o Miranda. Fue en la última década del siglo XVI cuando los españoles comenzaron a implantar encomiendas en los Valles de Aragua. Para 1620 todas las tierras de Aragua se hallaban repartidas entre unos 40 encomenderos, que vivían primordialmente en el Valle de Caracas.
Maracay no fue fundada así como sucedió con muchas otras ciudades del continente. Esto se debe a que surgió de manera espontánea, por familias que se fueron congregando en una zona determinada que quedaba a medio camino entre Caracas y Valencia. Debido a que ni siquiera contaban con una iglesia, cuando los vecinos necesitaban algún oficio religioso; debían de trasladarse hacia la iglesia de Turmero ya que era las más cercana, sin embargo; el camino era difícil y sobre todo cuando se trataba de trasladar a un difunto para que recibiera la última unción, por lo que los vecinos decidieron escribir una carta al obispo de Caracas pidiéndole la construcción de una iglesia, petición que fue aceptada y permitió que Maracay fuera ascendida a parroquia eclesiástica el 5 de marzo de 1701, fecha que figura como si fuese la fundación de la ciudad.
Para 1780 La Victoria era un pueblo con unos 800 indios que ya solo hablaban español y más de 4000 personas de otros grupos, entre españoles, criollos, mestizos, negros y zambos.
Alejandro de Humboldt refería que la población para 1800 en la zona de los valles de Aragua - que en ese momento incluía ambos lados del Lago de Valencia - en su mayoría estaba compuesta por pardos y criollos, aparte de zambos y esclavos y que aun había unos 5000 indígenas registrados y que la mayoría se concentraba en Turmero y Guacara. Ya ninguno hablaba sus idiomas ancestrales.

### SigloXIX
Aragua fue creada como provincia, fue creada el 11 de febrero de 1848 al ser separado de la de Caracas, con un territorio similar al que hoy abarca el actual estado Aragua y compuesta por La Victoria, Turmero, Maracay, Villa de Cura y San Sebastián, teniendo a la ciudad de La Victoria como su capital.
En 1864 Aragua se convirtió en estado independiente hasta 1866, cuando se fusionó con Guárico para formar el estado Guzmán Blanco. Su capital cambió a Villa de Cura en 1881. Finalmente en 1899 Aragua recuperó su categoría de estado independiente.

### SigloXX
En 1917 su capital fue trasladada desde La Victoria a Maracay por órdenes del entonces presidente Juan Vicente Gómez, ya que desde que comenzó su mandato hacia 1908, decidió establecerse en dicha ciudad, lo cual se mantuvo hasta su muerte en 1935.
Sus límites definitivos se establecieron mediante protocolos firmados con los estados limítrofes en diferentes épocas: en 1909 (Miranda), 1917 (Carabobo) y 1933 (Guárico).
En 1989 elige su primer gobernador bajo elecciones directas universales, resultando ganador Carlos Tablante del partido MAS (Movimiento al Socialismo).  

## Geografía

### Geología

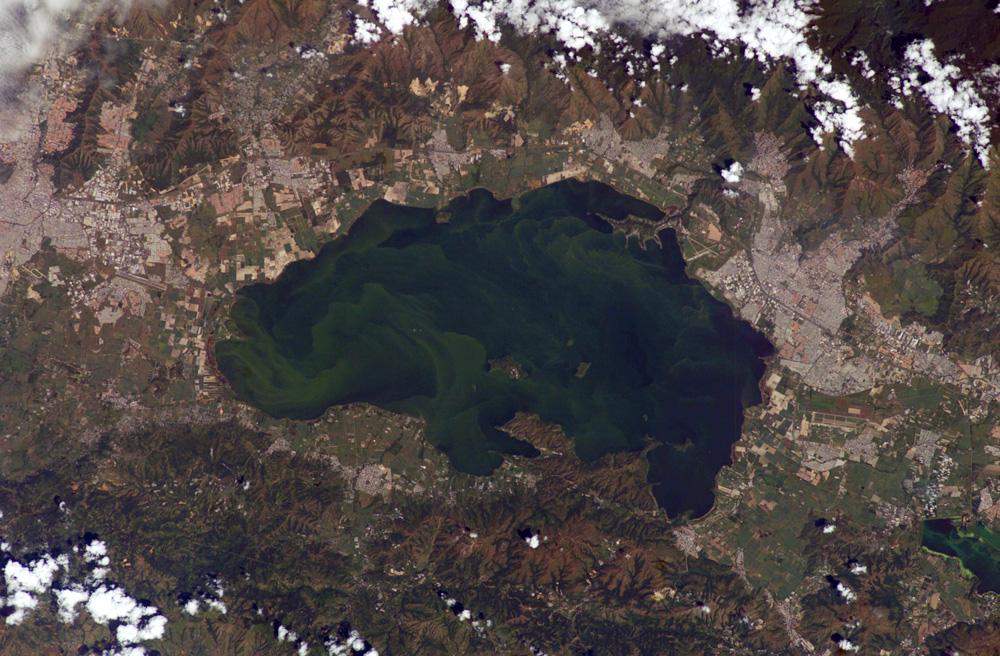
Vista satelital del lago de Valencia.

Se distinguen en la entidad cuatro regiones naturales: serranía del Litoral, depresión del lago de Valencia, serranía del Interior, y Llanos Ondulados Centrales. En la depresión del lago de Valencia predominan las formaciones sedimentarias recientes, mientras las áreas montañosas presentan otras altamente afectadas por procesos metamórficos, aunque en presencia de núcleos con rocas ígneas y sedimentarias más conservadas. En las serranías de la cadena del Interior se observan galeras, como estribaciones de esa serranía, que suavizan sus formas hacia el Sur hasta entrar en la formación de los llanos.

### Superficie

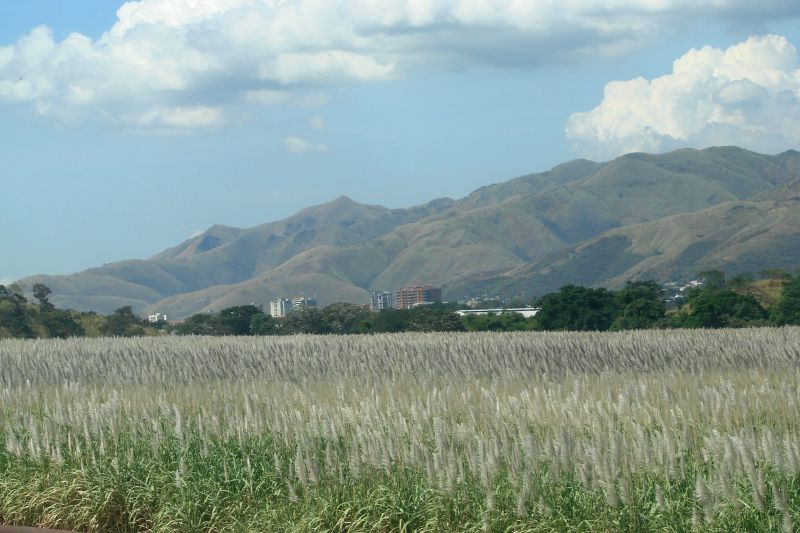
Caña de azúcar, uno de los principales productos agrícolas del Estado.

La provincia tiene un área de 7.014 km². Su terreno en su mayoría montañoso, y representa el 0,76 % del territorio venezolano. La costa marítima del estado se extiende desde la bahía de Turiamo por el oeste hasta Puerto Maya por el este correspondiendo al tramo central de la cordillera de la Costa. La zona sur del estado corre desde las tierras de piedemonte sur de la cordillera caribeña, pasando por la curva del nivel de los 100 metros que separa los Llanos Altos de los Llanos Bajos hasta la depresión del río Unare y el río San Carlos que lo separa de los Llanos Altos Occidentales.

### Relieve

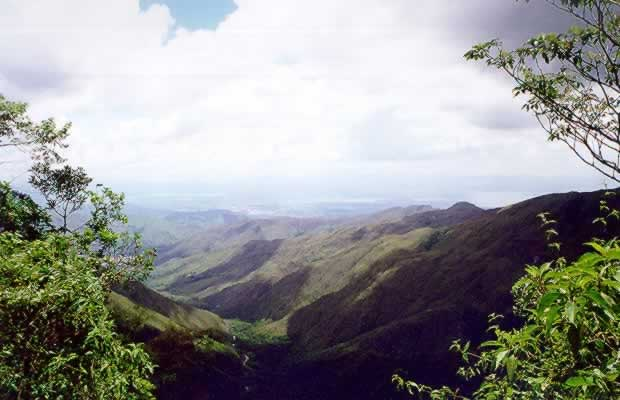
Parque nacional Henri Pittier.

La Cordillera Caribe recorre al estado en dirección este-oeste, en forma de dos cadenas montañosas paralelas: la Cordillera del Litoral en el centro-norte, y la Serranía del Interior en el centro-sur, ambas separadas entre sí por la Depresión del Lago de los Tacarigua, lo que determina la existencia de tres regiones fisiográficas bien diferenciadas: Costa de Oro (litoral), montañas, valles y serranías (centro) y llanos altos (sur). El extremo septentrional está accidentado por el tramo central de la Cordillera del Litoral que culmina con el pico El Cenizo de 2.436 m s. n. m., y el pico Codazzi, de 2.426 m s. n. m., mientras que la altura máxima encontrada para la Serranía del Interior es el topo Cataurito con 1.674 m s. n. m. A partir del piedemonte de la Serranía del Interior hacia el sur, van descendiendo la altitud del terreno, hasta encontrarse con la cota de los 100 m s. n. m., establecida para diferenciar los llanos bajos de los llanos altos.

### Hidrografía

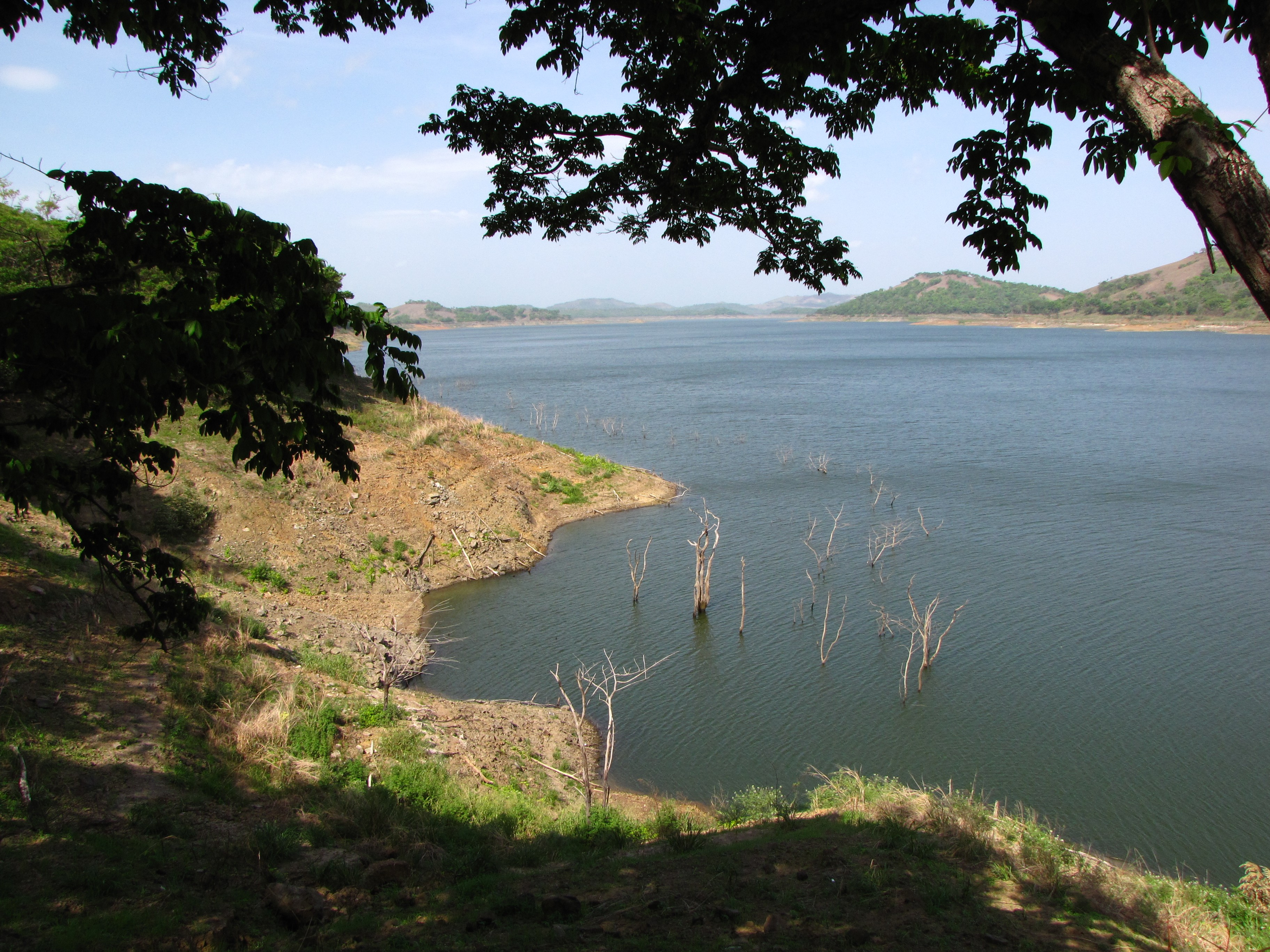
Embalse de Camatagua.

La red hidrográfica del estado forma parte de tres grandes puntas: la punta del mar Caribe, formada por los ríos; San Miguel, Ocumare, Cata, Gaurapito, Aroa y por intermedio del río Tuy, los ríos de su cuenca alta: la cuenca del río Orinoco, formada por la punta alta y parte de la punta media del río Guárico y la parte media del río Memo y por último, la punta endorreica del lago de Valencia donde vierten sus aguas los ríos Aragua, Turmero, Maracay, Caño Grande, Tapatapa, Tocorón y Las Minas. En esta última los cursos superficiales han quedado reducidos considerablemente, al no poder aprovecharse para el consumo humano el agua proveniente de estos ríos, convertidos actualmente en los principales colectores de descargas de aguas servidas, tanto el uso urbano industrial como agrícolas.

### Clima
Debido a su diversidad en relieve y altitudes que posee en toda su extensión, existen diferentes pisos térmicos en los que la temperatura tiende a tener diferentes características climáticas y temperaturas que van disminuyendo con el aumento de la altitud, en la faja litoral domina un clima semiárido y cálido, como se evidencia en Turiamo y Puerto Maya, aunque en elevaciones del flanco septentrional de la Serranía de Litoral se producen lluvias orográficas que posibilitan condiciones húmedas y más fresca, que posibilitan las formaciones bosques nublados en el parque nacional Henri Pittier, a su vez, condiciones locales posibilitan mayor humedad y cálidas temperaturas en algunas caletas costeras, como Chuao, Choroní y Ocumare, que se aprovechado en las tradicionales plantaciones de cacao.

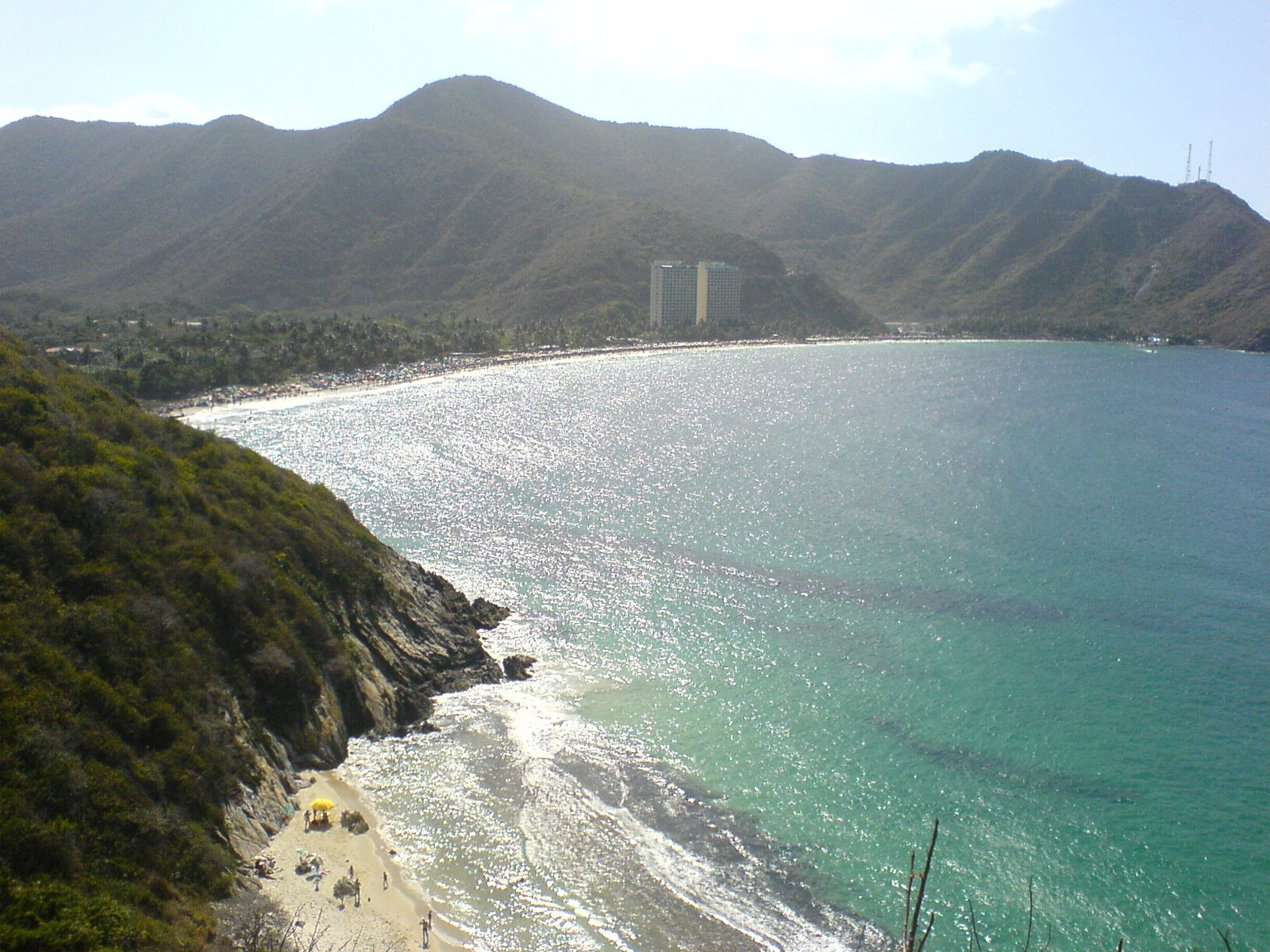

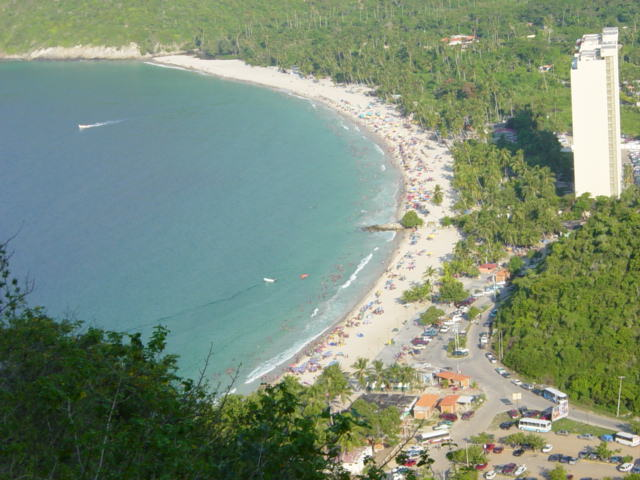
Bahía de Cata.

En las altitudes de la cordillera de la Costa se expresa un clima isotermo de altura, alcanzándose en Colonia Tovar, a 1780 m s. n. m. de altitud, una temperatura media anual de sólo 15,4 °C y precipitaciones de 1000 mm anuales. En la depresión del lago de Valencia y valles de Aragua se reconocen condiciones más cálidas, registrándose en Maracay a 445 m s. n. m. de altitud una temperatura media anual de 25 °C y una pluviosidad anual de 834 mm, con una estación seca bien definida. En el sector llanero se evidencia un clima tropical lluvioso de sabana, con precipitaciones medias de 1100 mm, con una rigurosa estación seca y temperaturas medias anuales de 26,5 °C.

### Suelos
Las tierras de los valles de Aragua son ricas en minerales, además de fértiles; incluso las áreas montañosas son adecuadas para ciertos tipos de cultivo. Allí se encuentran terrenos con mediana acumulación de materia orgánica y de arcilla. Las orillas del lago muestran una formación de contenido cálcico debido a la presencia de fósiles. Debido a estas características el suelo del estado Aragua es uno de los más fértiles del país.

### Vegetación y Fauna

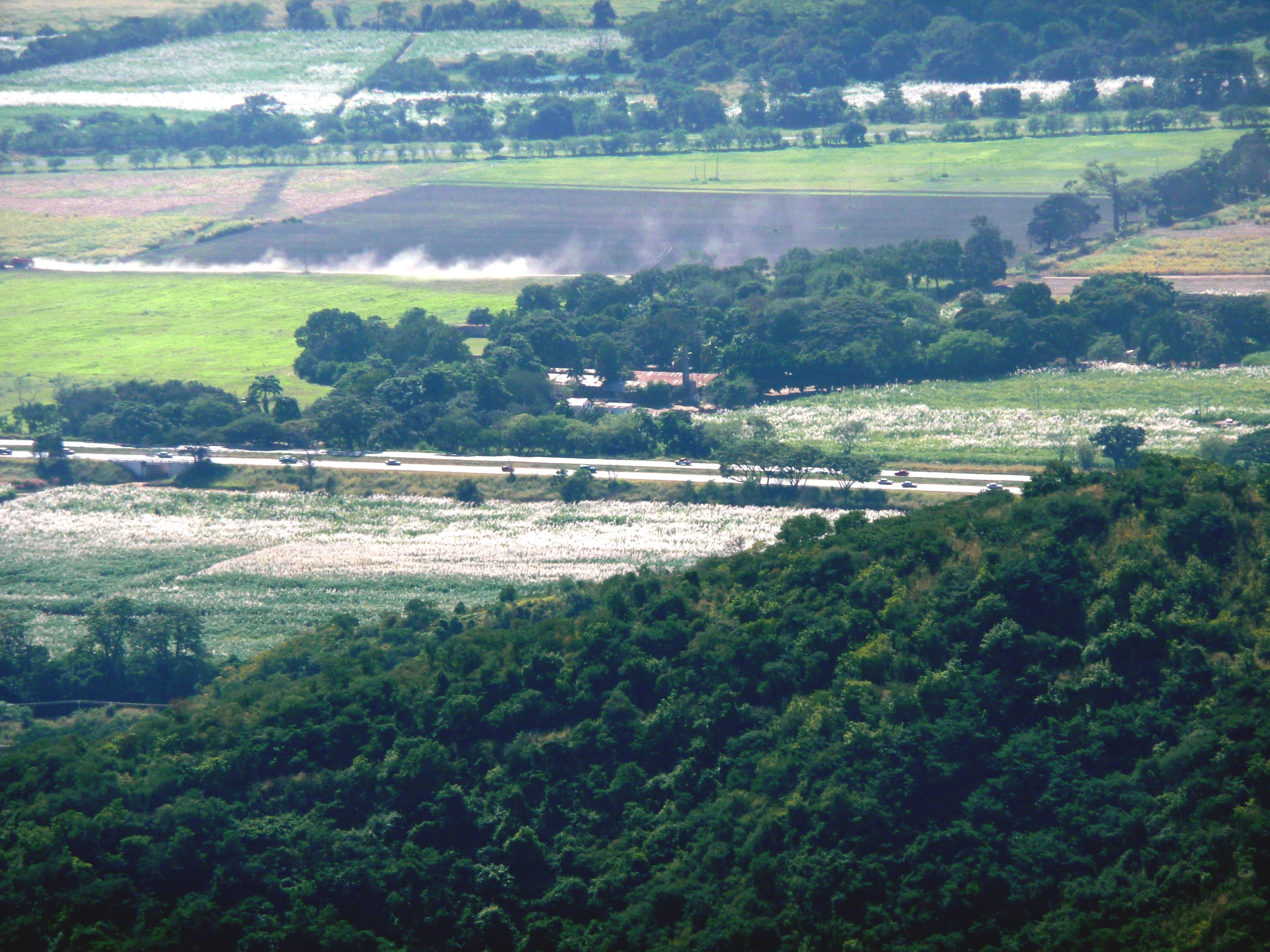
Autopista Regional del Centro, principal vía de transporte del estado.

La vegetación incluye desde árboles de abundante follaje, presentes en las selvas nubladas del parque nacional Henri Pittier, sobre la serranía del Litoral, hasta matorrales espinosos en la zona costera. En las áreas de valles y sabanas predominan las gramínias acompañadas de árboles como la ceiba, el cedro y el samán.
La fauna, debido a la diversidad de ecosistemas que coexisten en el estado es muy rica, destacando especies propias como: El Paují Copete de Piedra, El Sorocuá Acorralado, el Águila Solitaria y el Pico de Frasco Esmeralda.

### Transporte
Existen en el estado un total de 2.170,5 km de carreteras troncales, locales, ramales y subramales, de las cuales el 47,7 % están asfaltadas, siendo las más importantes la autopista regional del centro (troncal 1) que lo comunica con los estados Carabobo, Miranda y Distrito Capital; la troncal 2 que cruza la entidad del norte a sur y lo comunica con el estado Guárico, y las locales 6 y 7 que van hacia el litoral aragüeño.

## Organización territorial

### Municipios
El estado Aragua se divide en 18 municipios, con un total de 50 parroquias.
| Municipios de Aragua |
| --- |
| Mar Caribe D. C. Cojedes Vargas Carabobo Guárico Linares A. Ocumare · de la Costa · de Oro Santiago · Mariño Girardot Lamas Zamora Sucre J. R. · Revenga San · Sebastián Bolívar San Casimiro Santos · Michelena Tovar Camatagua José · Félix · Ribas Lago de · Tacarigua Urdaneta M. Briceño · Iragorry Miranda Liber- · tador |

- Norte: Mario Briceño Iragorry, Santiago Mariño, Girardot, Tovar y Costa de Oro.
- Centro-Occidente: José Ángel Lamas, Sucre, Bolívar, Linares Alcántara y Libertador.
- Oriente: José Félix Ribas, José Rafael Revenga y Santos Michelena.
- Centro-Sur: Zamora y San Sebastián.
- Sur: San Casimiro, Camatagua y Urdaneta.

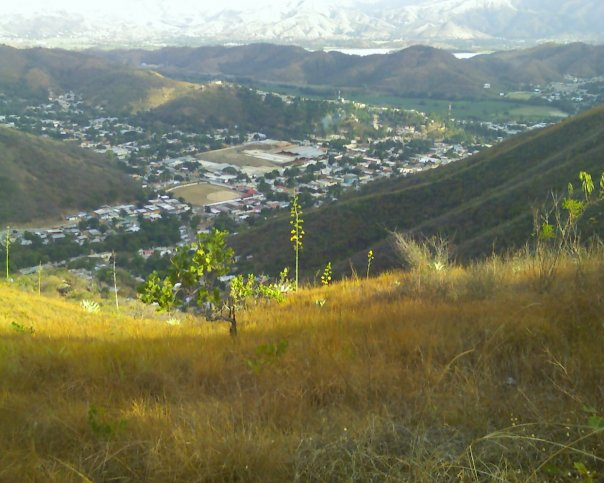
San Mateo
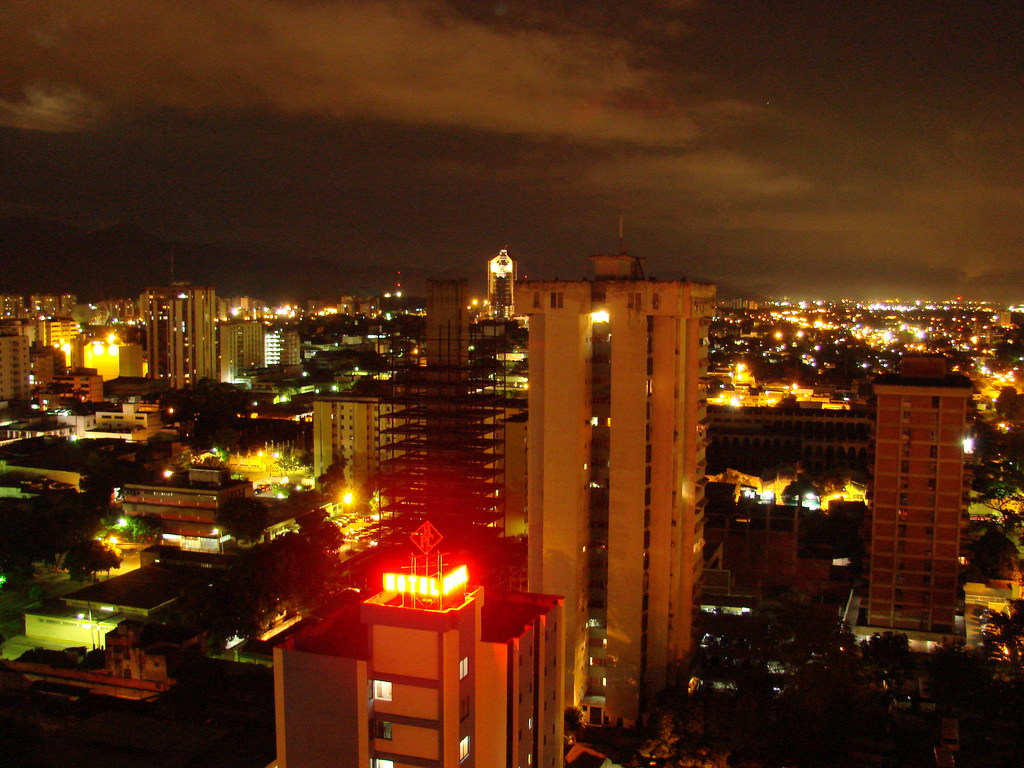
Maracay
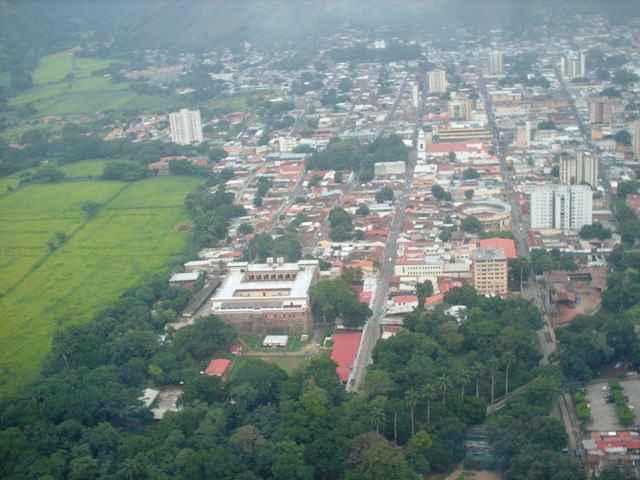
La Victoria
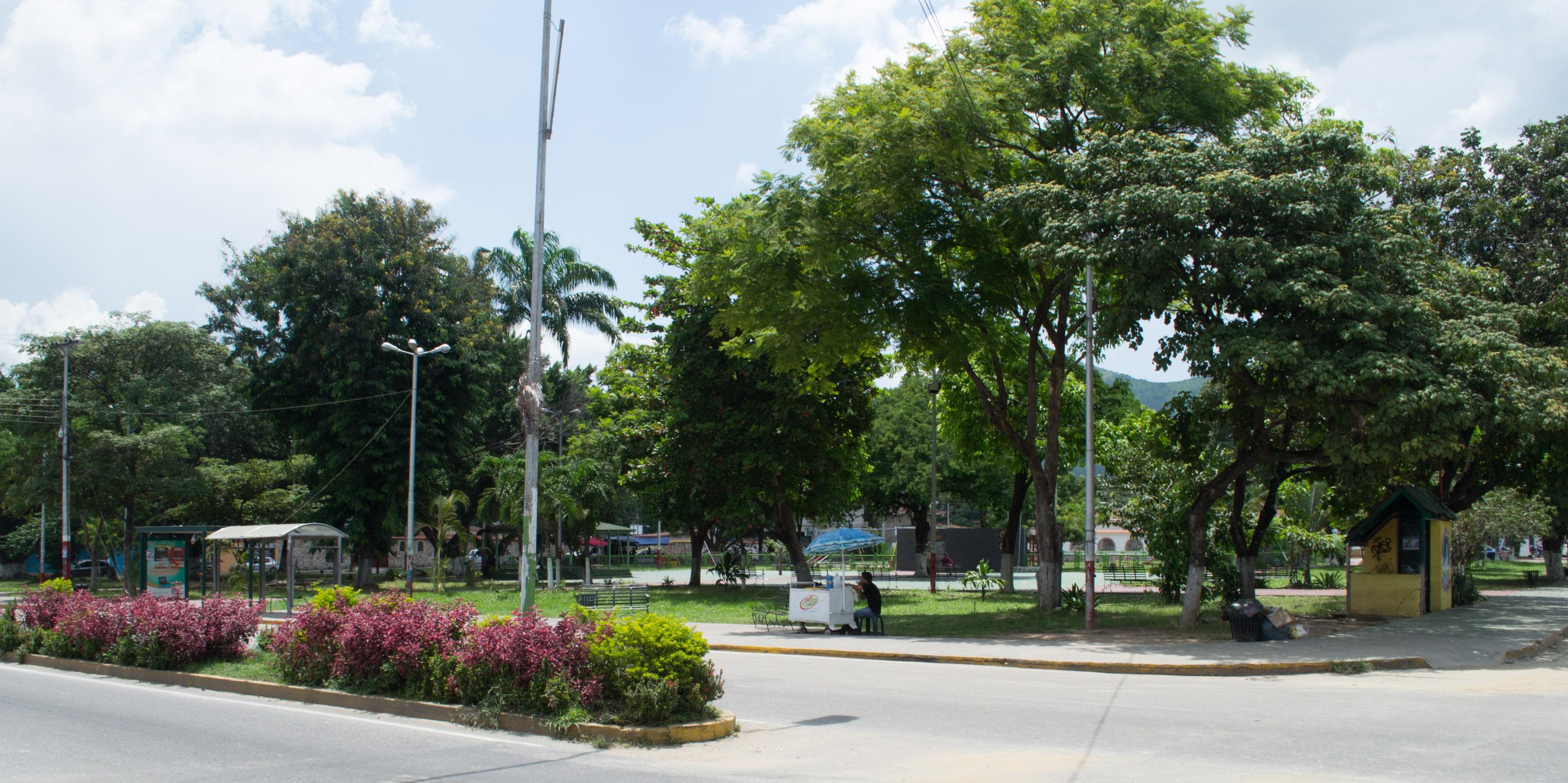
El Limón
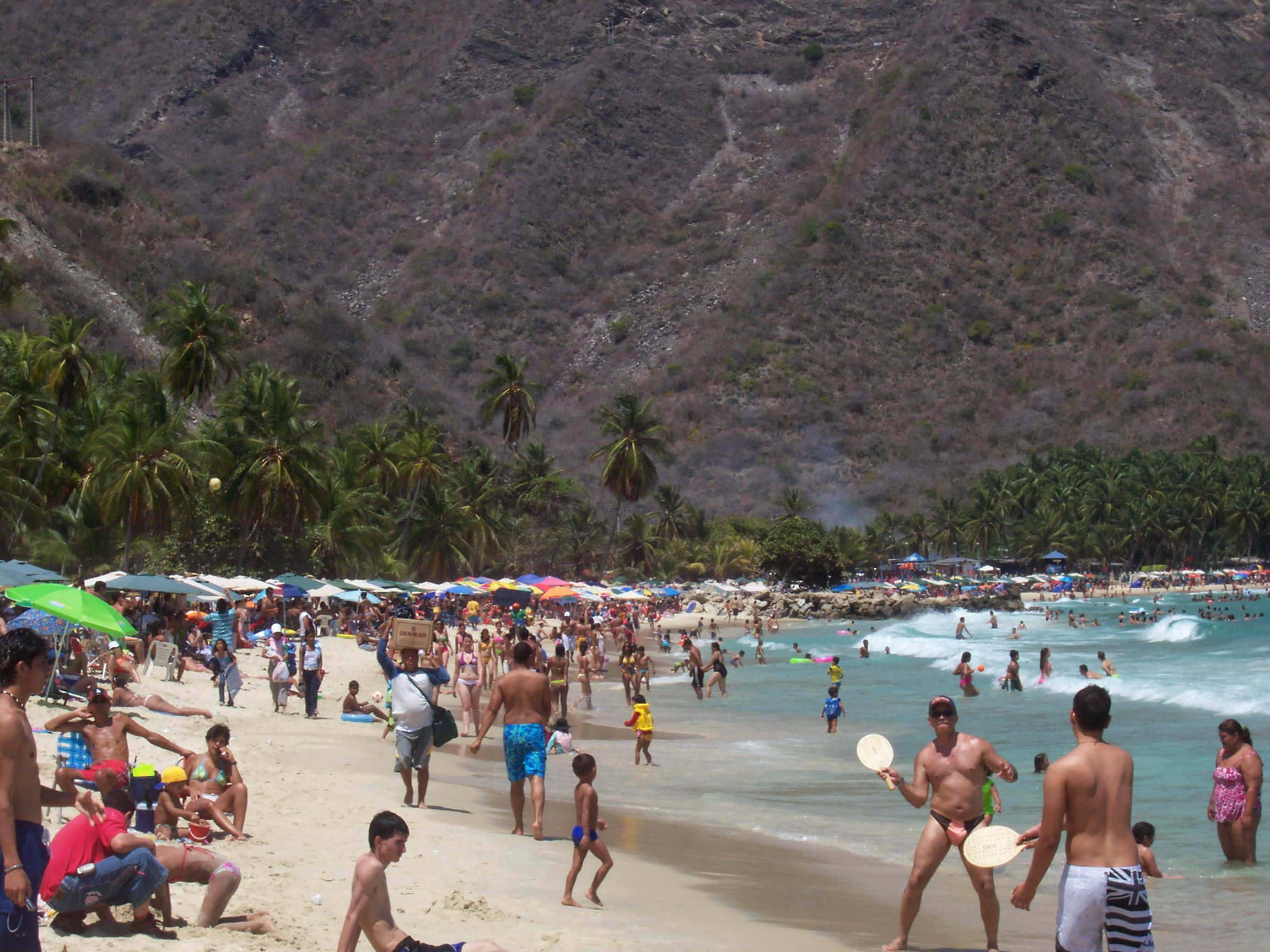
Ocumare de la Costa
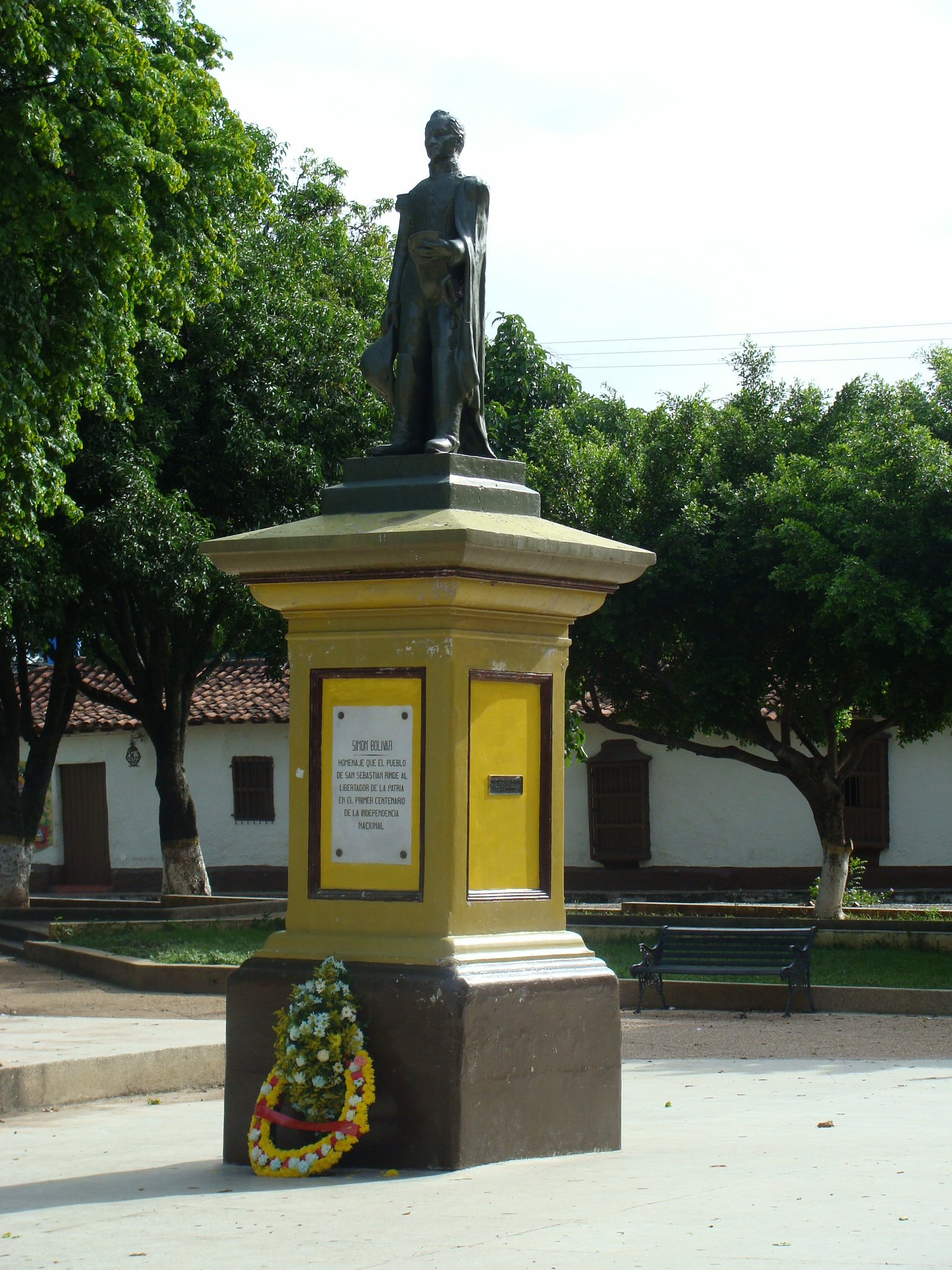
San Sebastián
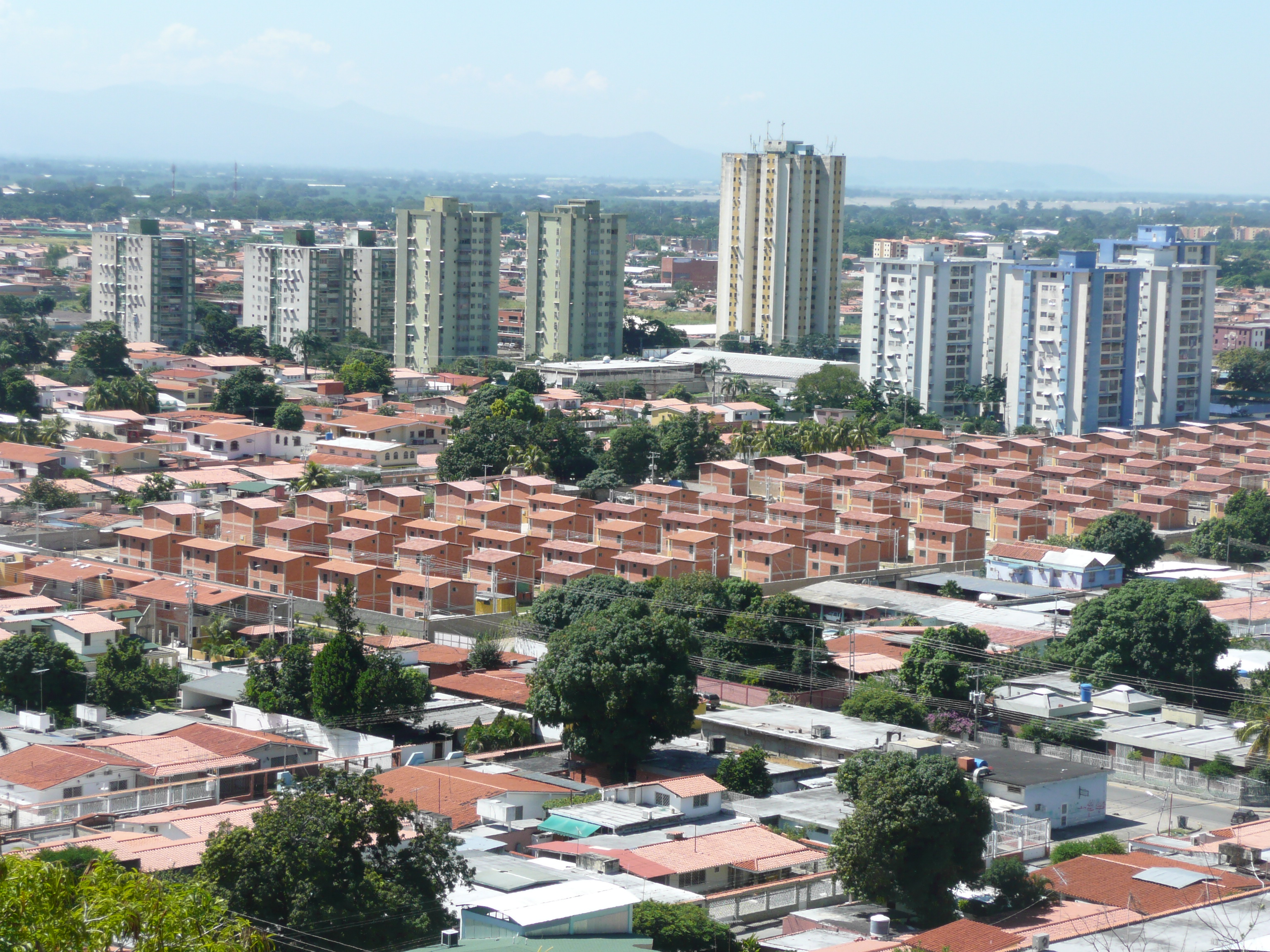
Turmero
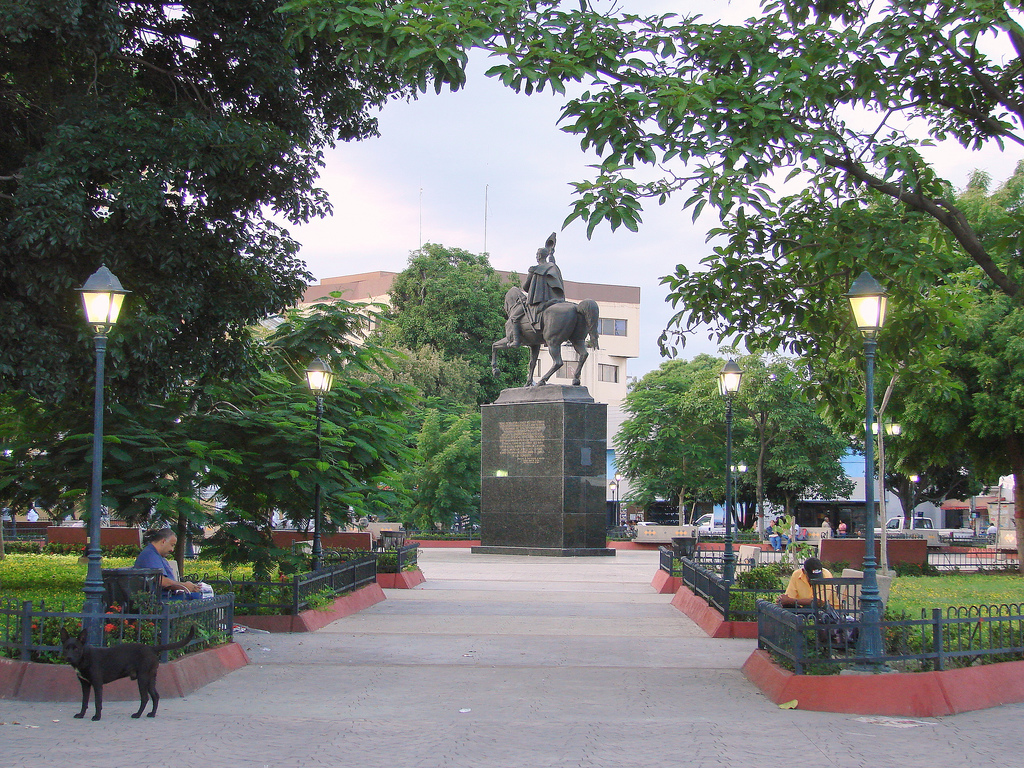
Cagua
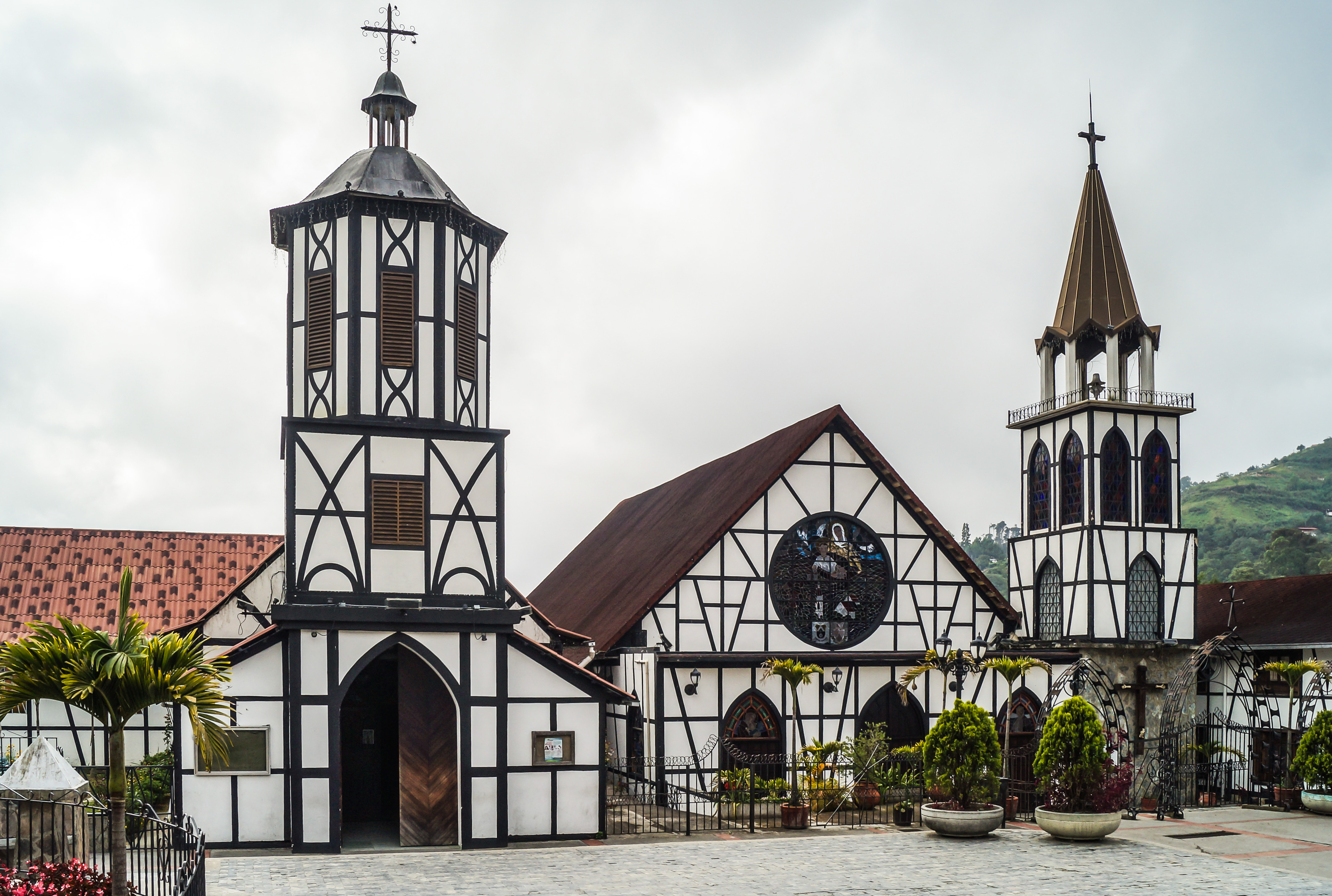
Colonia Tovar

## Demografía

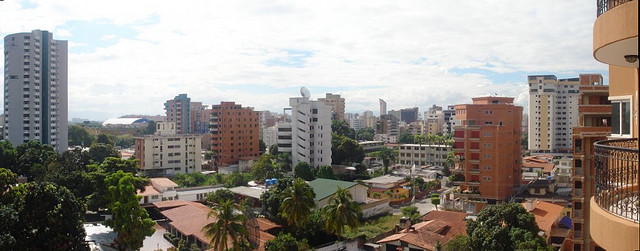
Maracay, capital del Estado.

El Estado Aragua, posee el 5,76 % de la población total del país, Es el séptimo estado más poblado de Venezuela. La población total del estado se proyectó en 2.068.820 habitantes para el año 2023.
La población se encuentra en el litoral y en los valles bajos, siendo los valles de Aragua una de las regiones más pobladas de Venezuela, debido al rápido proceso de industrialización de la ciudad de Maracay y su importante área metropolitana de más de 1.4 millones de habitantes. Además, existiendo un continuo urbano total, puede incluirse dentro de su área de influencia, a la ciudad de Mariara, del municipio Diego Ibarra del estado Carabobo.
| Municipio                   | Capital             | Población (2023) | Porcentaje |
| --------------------------- | ------------------- | ---------------- | ---------- |
| Bolívar                     | San Mateo           | 47.080           | 2,23 %     |
| Camatagua                   | Camatagua           | 19.754           | 1,03 %     |
| Francisco Linares Alcántara | Santa Rita          | 149.158          | 7,50 %     |
| Girardot                    | Maracay             | 600.035          | 25,19 %    |
| José Ángel Lamas            | Santa Cruz          | 36.176           | 1,94 %     |
| José Félix Ribas            | La Victoria         | 194.492          | 8,89 %     |
| José Rafael Revenga         | El Consejo          | 56.604           | 3,00 %     |
| Libertador                  | Palo Negro          | 123.706          | 6,92 %     |
| Mario Briceño Iragorry      | El Limón            | 161.574          | 6,15 %     |
| Ocumare de la Costa de Oro  | Ocumare de la Costa | 14.205           | 0,81 %     |
| San Casimiro                | San Casimiro        | 32.961           | 1,51 %     |
| San Sebastián               | San Sebastián       | 25.335           | 1,41 %     |
| Santiago Mariño             | Turmero             | 224.880          | 13,03 %    |
| Santos Michelena            | Las Tejerías        | 40.392           | 2,30 %     |
| Sucre                       | Cagua               | 152.233          | 7,29 %     |
| Tovar                       | Colonia Tovar       | 21.600           | 0,87 %     |
| Urdaneta                    | Barbacoas           | 23.880           | 1,27 %     |
| Zamora                      | Villa de Cura       | 144.754          | 8,65 %     |

### Composición Etnográfica
La población en la región es muy diversa, debido a la influencia inmigratoria que existió desde la época de 1950 hasta la actualidad, en la zona norte del estado, donde se presenta la mayor densidad de población y el área urbana más grande del estado la presencia mayoritaria de blancos es notable, más que todo en los municipios: Tovar, Mario Briceño Iragorry y Girardot.
El Municipio Tovar, al norte del estado, está poblado en casi su totalidad por personas de raza blanca de ascendencia alemana, ya que en este se conformó la Colonia Tovar, localidad fundada por alemanes que inmigraron a Venezuela en el siglo XIX.
La composición en general del estado se distribuye de la siguiente manera:
- Blancos: 47,3 %
- Mestizos: 48,1 %
- Negros/Afrodescendientes: 3,6 %
- Amerindios: 1,0 %

## Medios de comunicación

### Cadenas de televisión

#### Televisión regional
Señal abierta (UHF):
| Nombre                                        | UHF                       | Inter | SuperCable | Net Uno | Cablecentro | Multitel | Propietario                    |
| --------------------------------------------- | ------------------------- | ----- | ---------- | ------- | ----------- | -------- | ------------------------------ |
| TVS (Televisora Sindoni)                      | 32                        | 8     | 26         | 87      | 5           | 7        | Grupo Sindoni                  |
| Tele Aragua (antiguo Color TV y Canal Aragua) | 65 (Aragua) 66 (Carabobo) | 16    | 55         | 13      | 9           | 11       | Gobierno Bolivariano de Aragua |

Señal por cable (Televisión por Suscripción):
| Nombre                                                        | Inter                                                                             | SuperCable                                                                        | Net Uno                                                                           | Cablecentro                                                                       | Multitel                                                                          | Propietario              |
| ------------------------------------------------------------- | --------------------------------------------------------------------------------- | --------------------------------------------------------------------------------- | --------------------------------------------------------------------------------- | --------------------------------------------------------------------------------- | --------------------------------------------------------------------------------- | ------------------------ |
| TRV (Televisora Regional de Venezuela, antigua Orbivisión TV) | 10                                                                                | 78                                                                                | 4                                                                                 | 64                                                                                | 10                                                                                | Corporación R.R.         |
| TIC TV (Televisora Informativa del Centro)                    | 3                                                                                 |                                                                                   | 3                                                                                 | 3                                                                                 |                                                                                   | Grupo Santoro            |
| NOVA TV (Antigua TSC Channel y Novavisión TV)                 | 69                                                                                |                                                                                   |                                                                                   |                                                                                   |                                                                                   | Dr. Mario Valdez         |
| Aragua TV                                                     | Canal 10 de TCI; cubre la zona sur del estado: Palo Negro y San Francisco de Asís | Canal 10 de TCI; cubre la zona sur del estado: Palo Negro y San Francisco de Asís | Canal 10 de TCI; cubre la zona sur del estado: Palo Negro y San Francisco de Asís | Canal 10 de TCI; cubre la zona sur del estado: Palo Negro y San Francisco de Asís | Canal 10 de TCI; cubre la zona sur del estado: Palo Negro y San Francisco de Asís | Jhonny Fernando Palacios |

#### Televisión comunitaria
| Nombre               | UHF | Cobertura                                        |
| -------------------- | --- | ------------------------------------------------ |
| Teletambores         | 40  | Santa Rita                                       |
| Zamora TV            | 61  | Villa de Cura                                    |
| Contacto Vecinal TVC | 59  | Parroquia Zuata, municipio José Félix Ribas      |
| Arawakos TVC         | 52  | Caña de Azúcar, municipio Mario Briceño Iragorry |
| TV Limón             | 59  | El Limón, municipio Mario Briceño Iragorry       |

### Periódicos
Los principales periódicos son:
- El Aragüeño.
- El Siglo.
- El Periodiquito.
- El Clarín de La Victoria.
- Ciudad MCY.

### Radio
- Alegría 102.7 FM
- Auténtica 107.5 FM
- Aragueña 99.5 FM
- Rutas 90.7 FM
- ESPECTACULAR 103.1 FM
- ENERGIA 99.9 FM
- Radio Show 106.7 FM
- Cima 95 FM
- Artesana 105.5 FM
- Rumbera Network 93.9 FM
- La Mega 96.5 FM
- Radio Rumbos 670 AM
- Radio Apolo 1320 AM

## Cultura

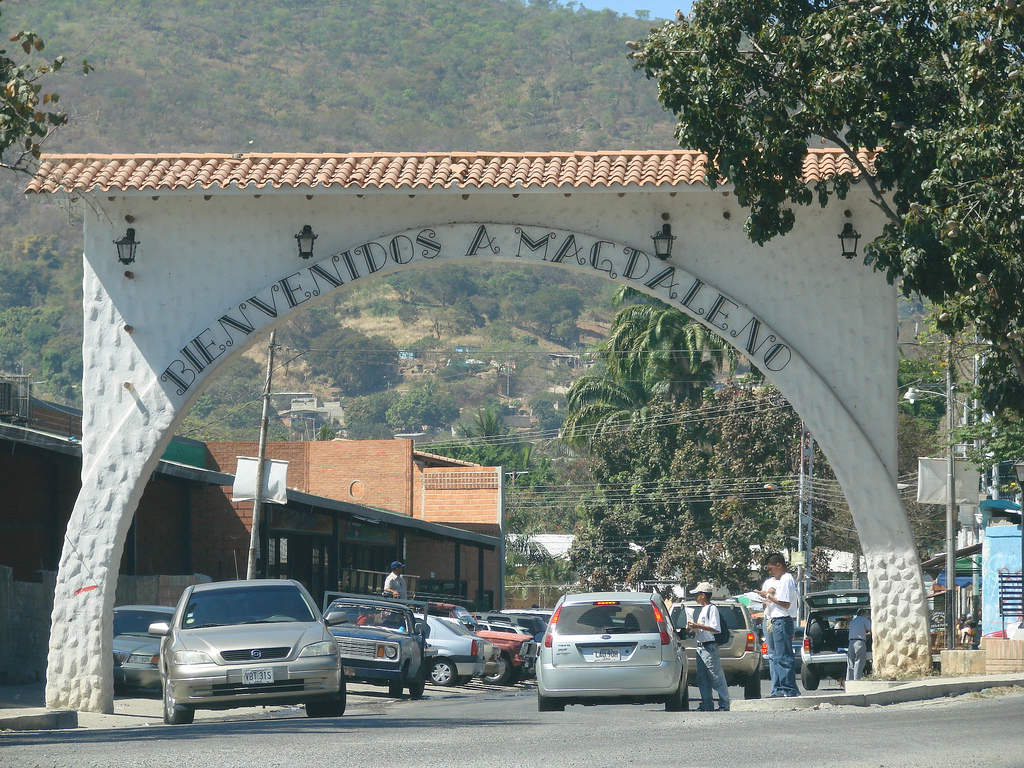
Entrada a Magdaleno.

### Artesanía
En el estado existen pequeños poblados como la Colonia Tovar, Magdaleno, La Villa, Tocorón, Palo Negro, entre otros. Donde se puede disfrutar de una rica herencia artesanal propia de sus creencias, estilo de vida y sus riquezas, pero cada poblado de la región esta lleno de artistas y cultores que en sus pequeños talleres logran enriquecer las calles y hogares con sus obras y su dulcería artesanal criolla, además cuenta en el casco central con uno de los grupos de artesanos contemporáneos más representativos del sentir urbano ubicados en los pasillos del Museo de Antropología e Historia de Maracay.

### Manifestaciones Tradicionales
Tiene un amplio número de tradiciones en cada uno de los municipios de la entidad (la lista detallada se puede ver aquí), pero las manifestaciones más populares son las siguientes:
- Velorio de Cruz de Mayo.
- La Llora (La Victoria).
- Toro de colores
- San Juan Bautista.
- Los Pastores del Niño Jesús de El Limón y de Chuao.
- Los Diablos Danzantes de Cuyagua, Cata, Ocumare, Turiamo y Chuao. (En Venezuela existen 11 Cofradías de las cuales 5 son de Aragua).
- Burras Tradicionales.
- Joropo Central.
- Parranda Central
- Gorilas de San Mateo.
- Jokilis y Gorilas de la Colonia Tovar.

### Museos

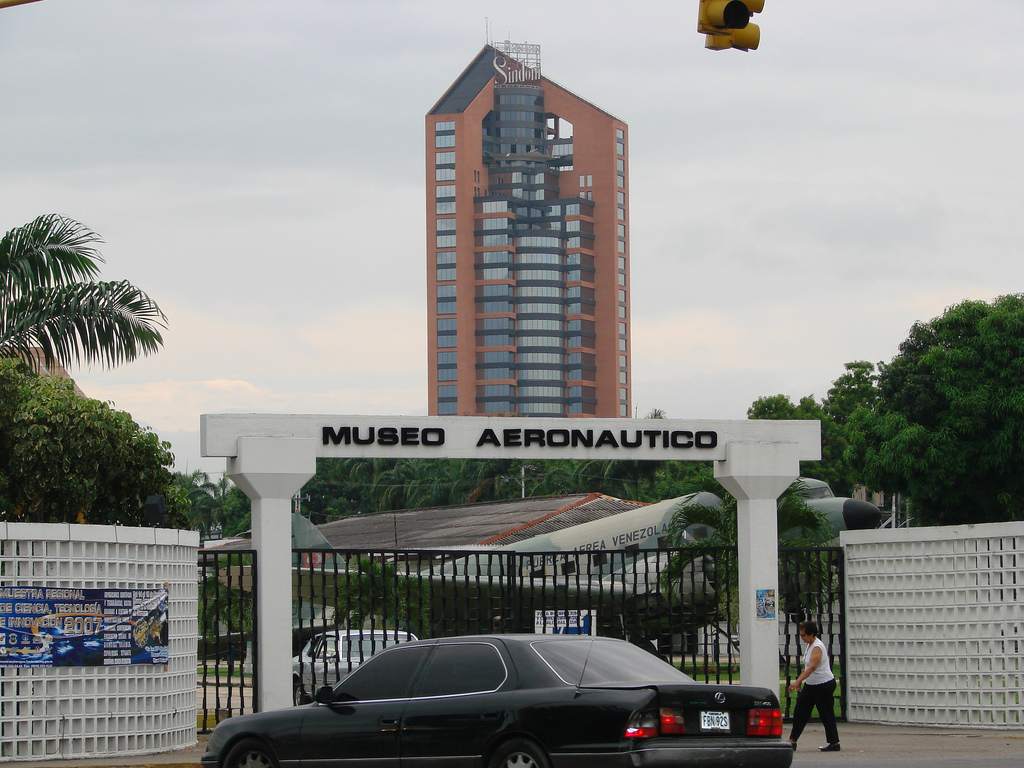
Museo Aeronáutico de Maracay.

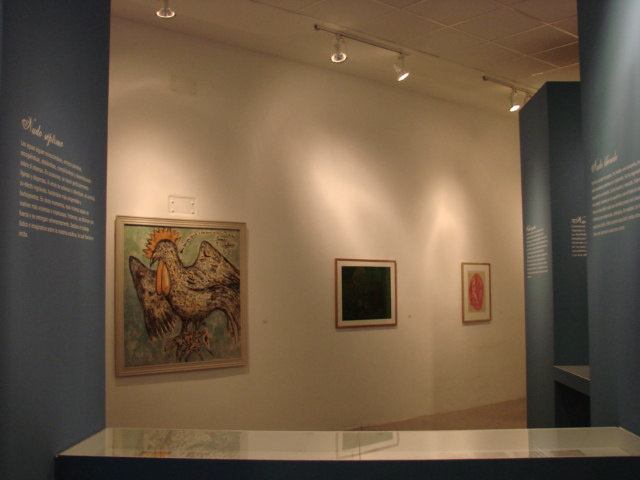
Vista de una de las salas del Museo de Arte Contemporáneo Mario Abreu.

- Museo Aeronáutico de Maracay: este museo de tecnología aeronáutica militar y civil, fue creado en el año 1963 en los espacios donde antiguamente funcionaba la Base Aérea Aragua y la primera Escuela de Aviación Militar del país.

- Museo de Antropología e Historia de Maracay: en el museo de Antropología e Historia se encuentran los hallazgos arqueológicos de los estados Aragua y Carabobo que fueron encontrados a partir del año 1889 en la época del gobierno del general Guzmán Blanco; cuando comenzaron a construirse los principales pueblos y ciudades.

- Museo de Arte Contemporáneo Mario Abreu (MACMA): con una importante colección de artes plásticas del siglo XX.

- Museo de CADAFE: este museo se encuentra en la parroquia de Choroní, del municipio Girardot.

- Museo de Historia y Artesanía de la Colonia Tovar: una de las atracciones más importantes e interesantes que tiene la Colonia Tovar es su museo. En él, su creador, el cronista de la ciudad, Profesor Néstor Rojas, ha puesto gran parte de su vida para mostrarle a visitantes y pobladores un pedazo de la historia de la Colonia.
- Museo Entomológico Pablo Cova García: originalmente fue un laboratorio de morfología y taxonomía del antiguo Ministerio de Sanidad y Asistencia Social, pero en el año 2000; es nombrado museo ingresando al Registro Nacional de Museos y Colecciones de Fauna. Toda su muestra se basa en especies de insectos que son vectores de innumerables enfermedades, para poder difundir el conocimiento acerca de cómo evitar brotes de enfermedades y cómo estos insectos interactúan con las personas. Está ubicado en la sede de Malario logia en la av. Bermúdez diagonal a la Plaza Bolívar.
- Museo del Instituto de Zoología Agrícola Francisco Fernández Yépez: con más de 3.500.000 de especímenes, tiene una de las colecciones entomológicas más grandes de Sudamérica, fundado en 1948; busca acercar especialmente a los jóvenes, al mundo animal y principalmente al de los insectos sobre todo los que tienen importancia agrícola. Está ubicado dentro del campus de la Universidad Central de Venezuela en la ciudad de Maracay. Hace visitas guiadas a grupos estudiantiles.

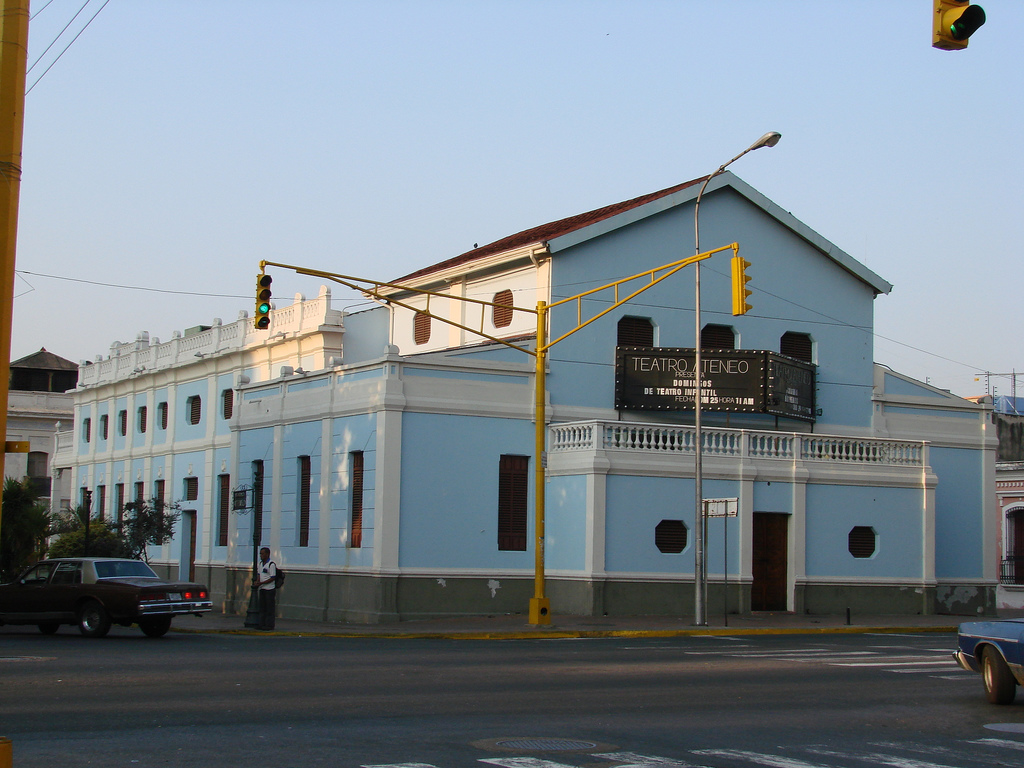
Ateneo de Maracay.

- Museo Nacional de Suelos CENIAP: este museo es situado en El Limón de Maracay. Cuenta con más de 600 micro monolitos de suelos y 11 macro monolitos de 20 estados de Venezuela. Un micro monolito es la representación pequeña de un perfil de suelo acompañada de información referente al perfil (horizontes y caracterización) e información relativa al sitio de colección de las muestras (clima, paisaje, uso, etc.).

### Teatros
- Teatro Ateneo de Maracay: el nombre original fue el “Teatro Circo Maracay” la obra le fue mandada a construir por el general Juan Vicente Gómez al merideño Epifanio Balza Dávila, su arquitectura está basada en el estilo art déco, pero debido al mal genio del General Gómez este no tiene propiamente un estilo determinado.

- Teatro de la Ópera de Maracay: la obra le fue encomendada al arquitecto Luis Malaussena, quien junto con Carlos Raúl Villanueva desarrollaron el monumental proyecto cargado de sobriedad dentro de su espectacularidad donde predominan las líneas horizontales a la vez que algunos espacios libres compensan la pesadez de ese predominio.

## Turismo

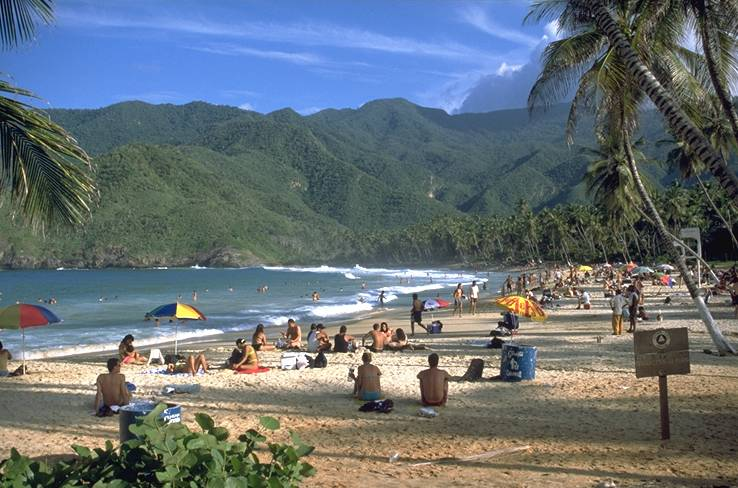
Choroní.

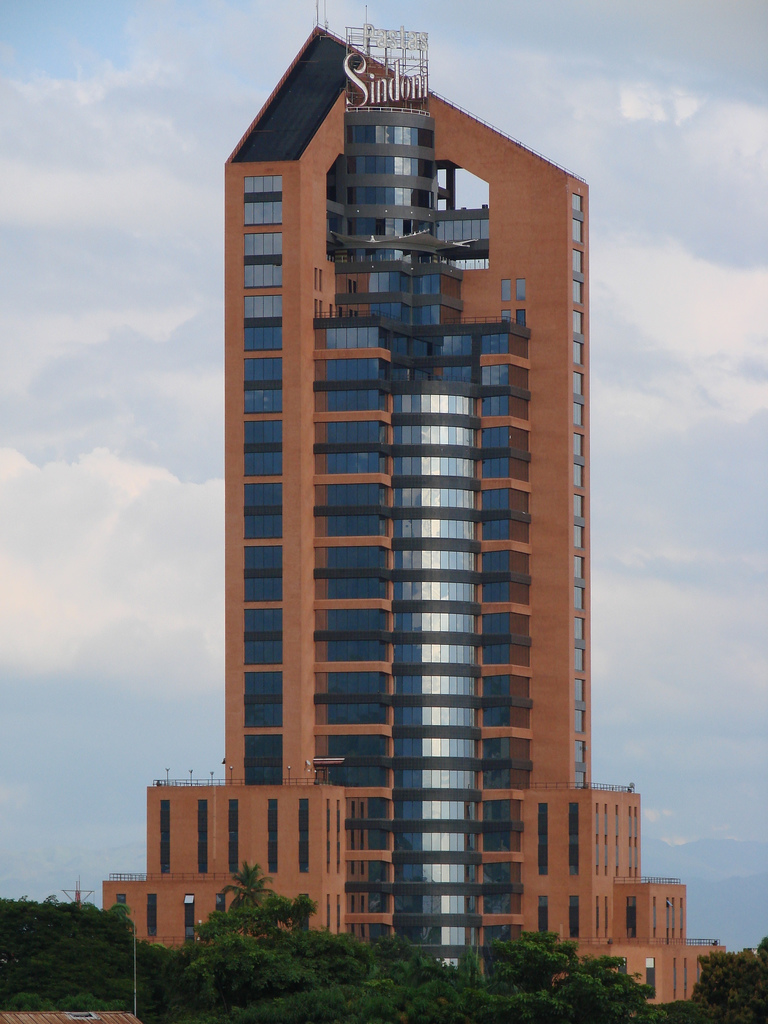
Torre Sindoni.

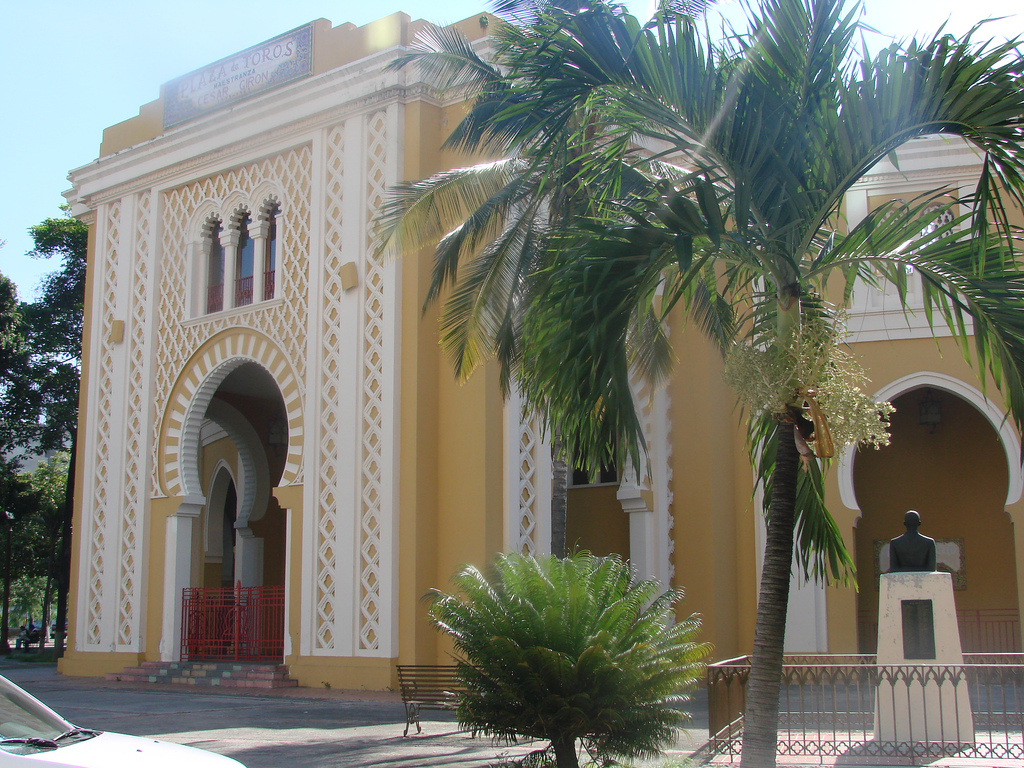
Plaza César Girón.

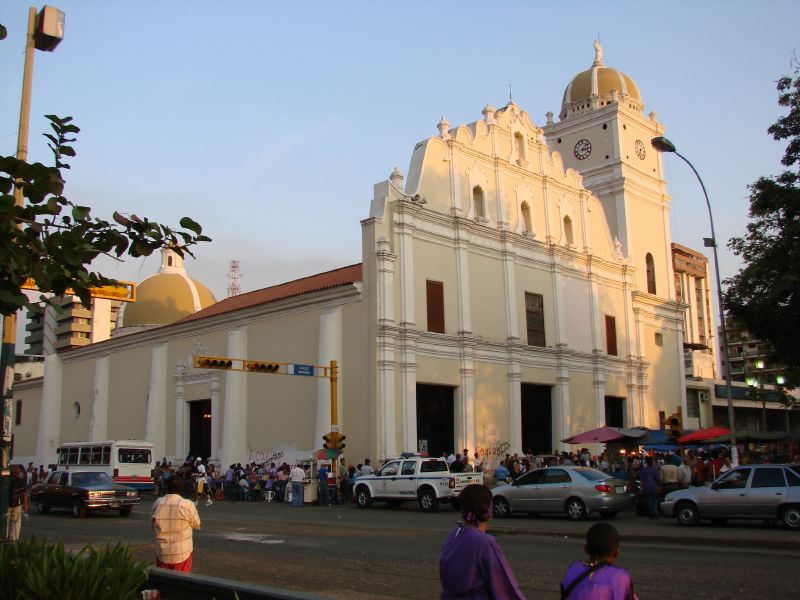
Catedral de Maracay.

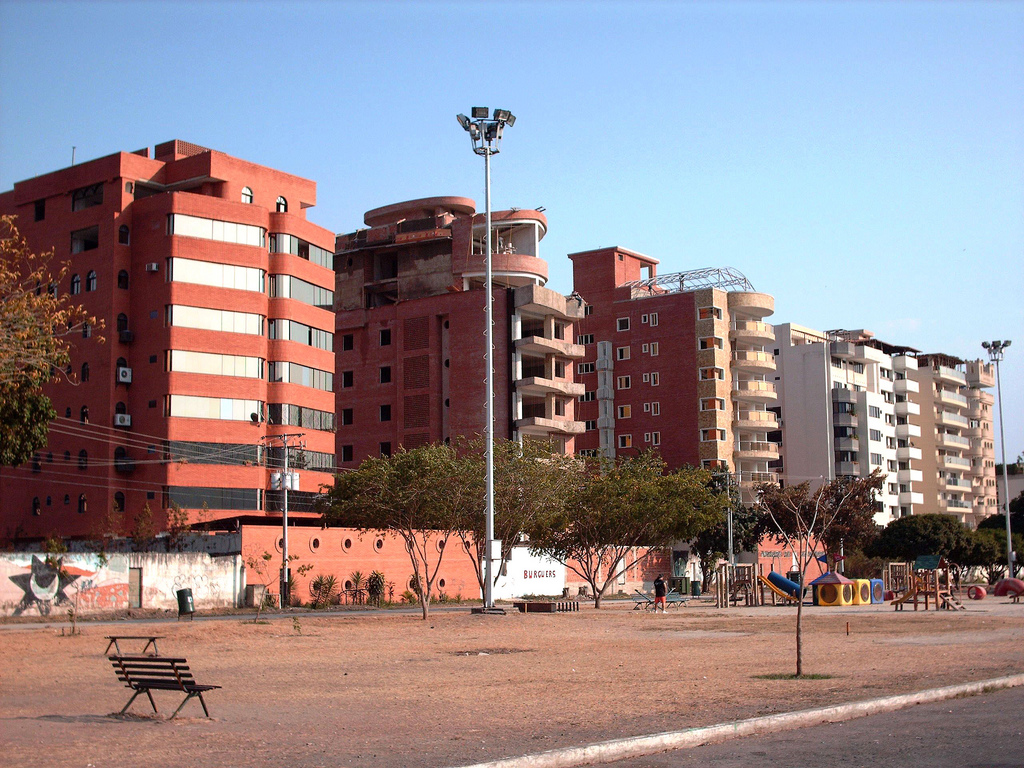
Parque el ejército (Las ballenas).

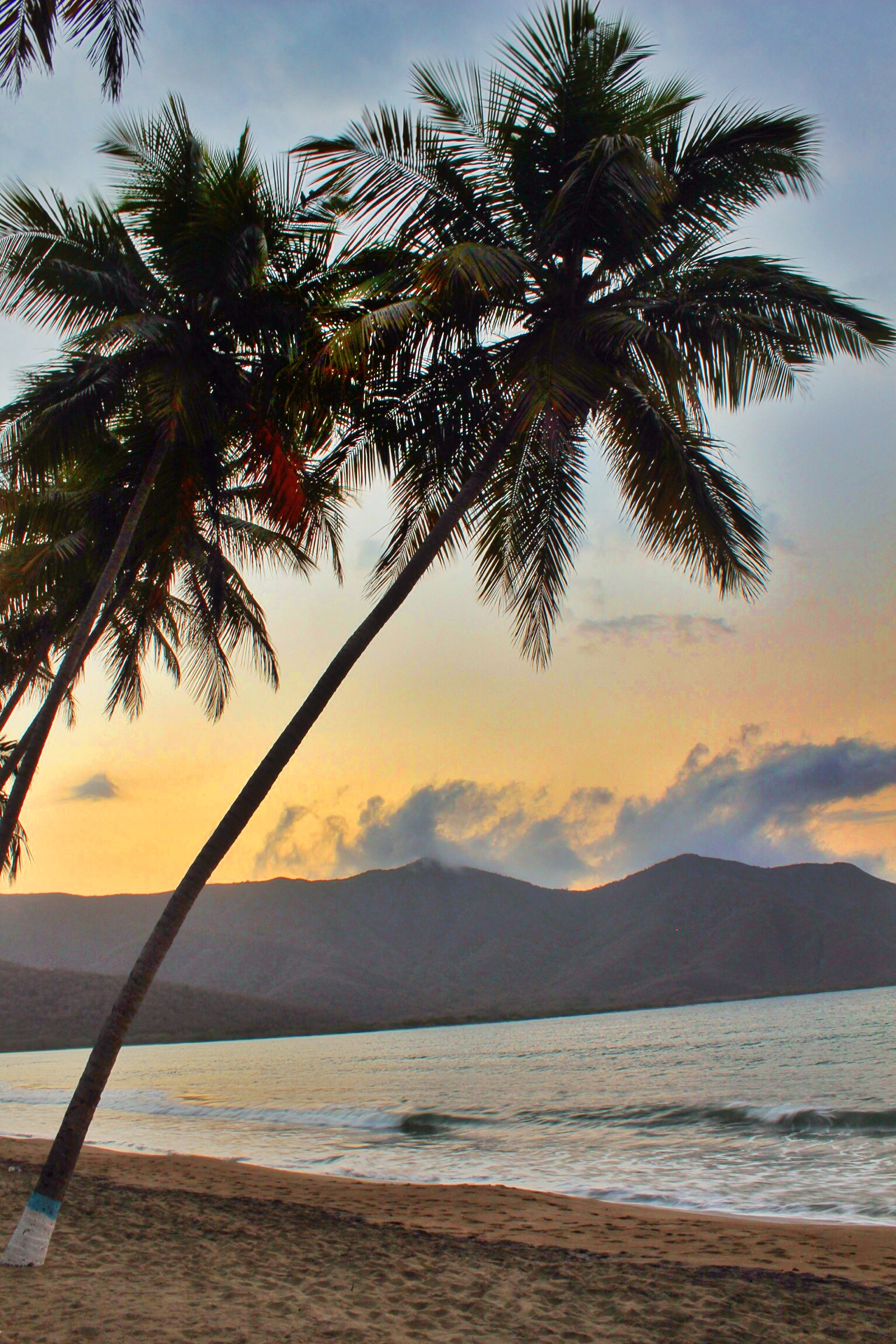
Bahía Turiamo

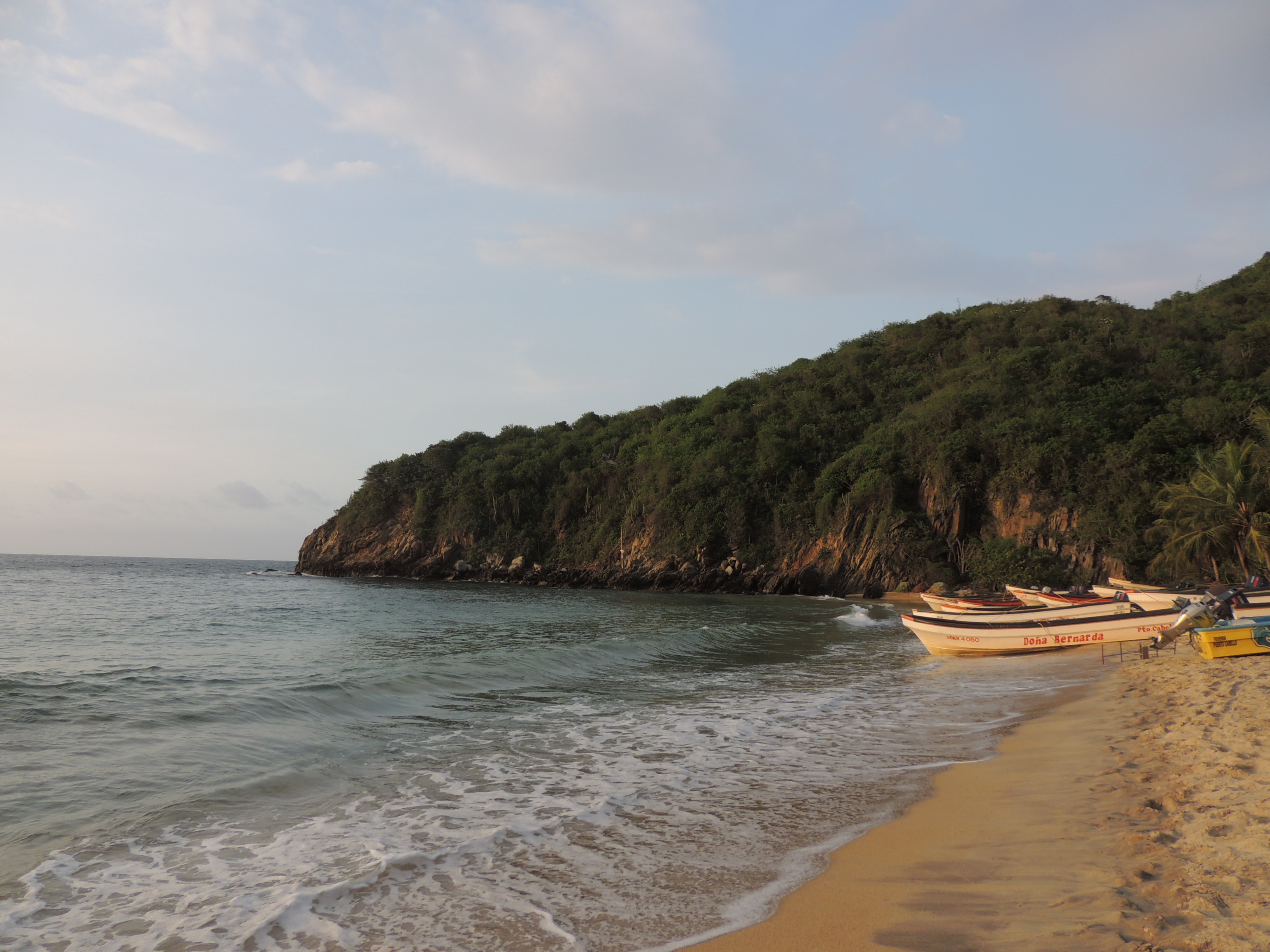
Puerto Maya

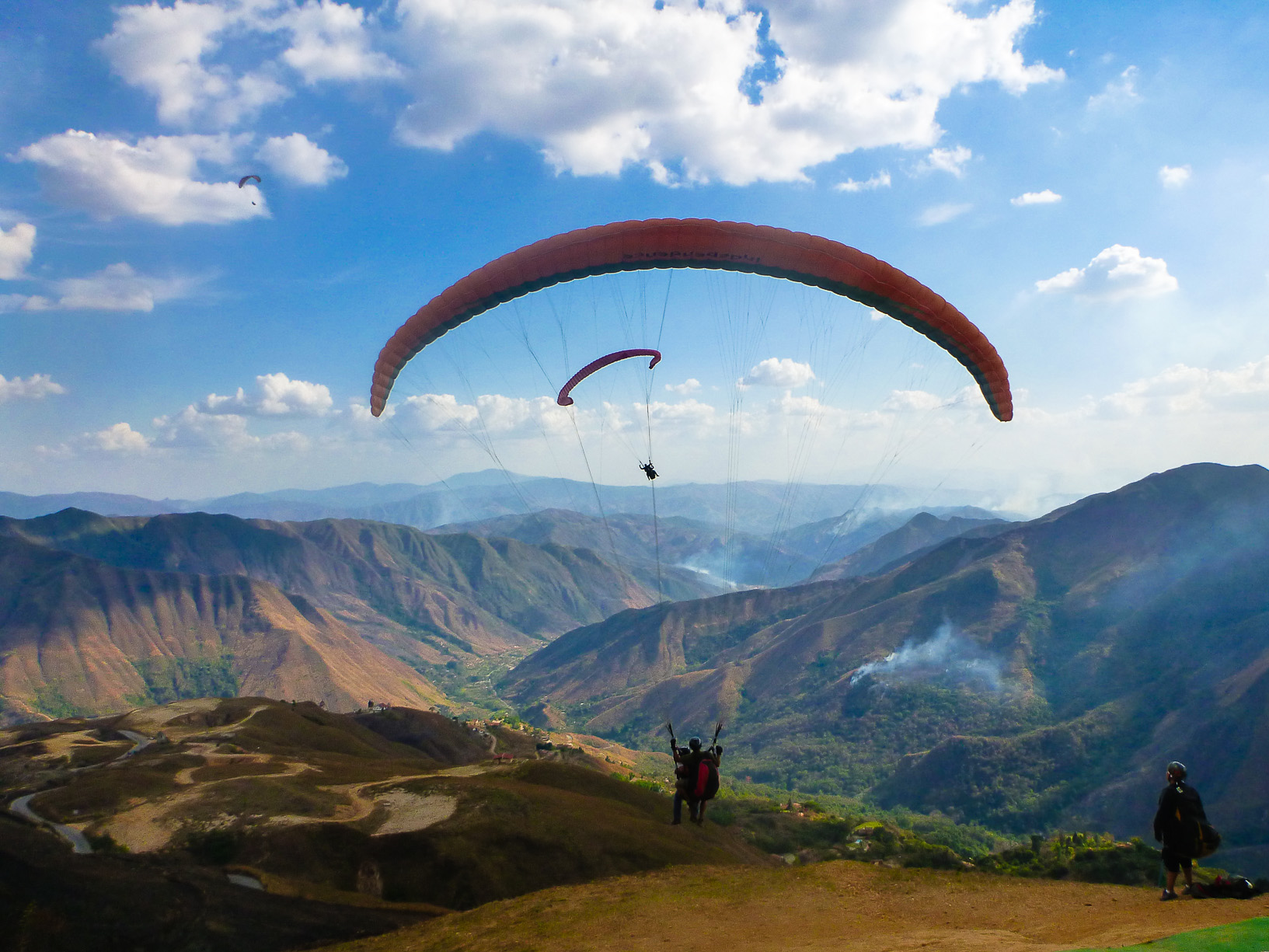
Municipio Tovar

### Parque nacional Henri Pittier
Es el parque más antiguo del país, puesto que es el primer parque nacional decretado en Venezuela, creado originalmente en 1937 con el nombre de Rancho Grande y rebautizado en 1953 con el nombre de ese geógrafo, botánico y etnólogo suizo, quien llegó a Venezuela en 1917 y clasificó más de 30 000 plantas en el país. El parque posee una topografía irregular y abrupta. Su constitución geológica es básicamente de roca ígnea metamórfica. De igual manera, se encuentran ambientes de litoral rocoso. Su altitud va desde el nivel del mar hasta los 2430 m en el pico Cenizo. Abundan las orquídeas, los helechos y las lianas trepadoras.

### Monumento Natural Pico Codazzi
Es una de las más altas cimas de la cordillera de la Costa y se caracteriza por una vegetación de bosque húmedo en su falda. Toma su nombre del naturalista-cartógrafo y geógrafo italiano Agustín Codazzi quien llegó a Venezuela en 1827. Fue él quien promovió la movilización de agricultores alemanes a esa zona, dando origen a la Colonia Tovar.

### Patrimonios naturales
- Aguas Termales de Onoto
- Aguas Termales Villa de Cura
- Bahía de Cata
- Bahía de Turiamo
- Choroní
- Ocumare
- Ensenada de Café
- Chuao
- Cuyagua
- Ensenada Juan Andrés
- Ensenada Puerto Maya
- Lago Tacarigua
- Las montañas de Tasajera
- Manantial La Peñita y El Banco
- Pico Codazzi

### Patrimonios edificados
- Torre Sindoni
- Teatro Ateneo de Maracay
- Casa de la Cultura de Maracay
- Casa de la Cultura de La Victoria
- Casona de Santa Rita
- Colonia Tovar[12]
- Instituto de Antropología e Historia del Estado Aragua
- Museo Aeronáutico
- Museo de Arqueología
- Museo de Bellas Artes
- Museo de Historia
- Museo Histórico Militar
- Casa del Ingenio San Mateo
- Museo Ornitológico
- Teatro de la Ópera de Maracay
- Zoológico de Maracay
- Torreón de El Limón

### Deporte

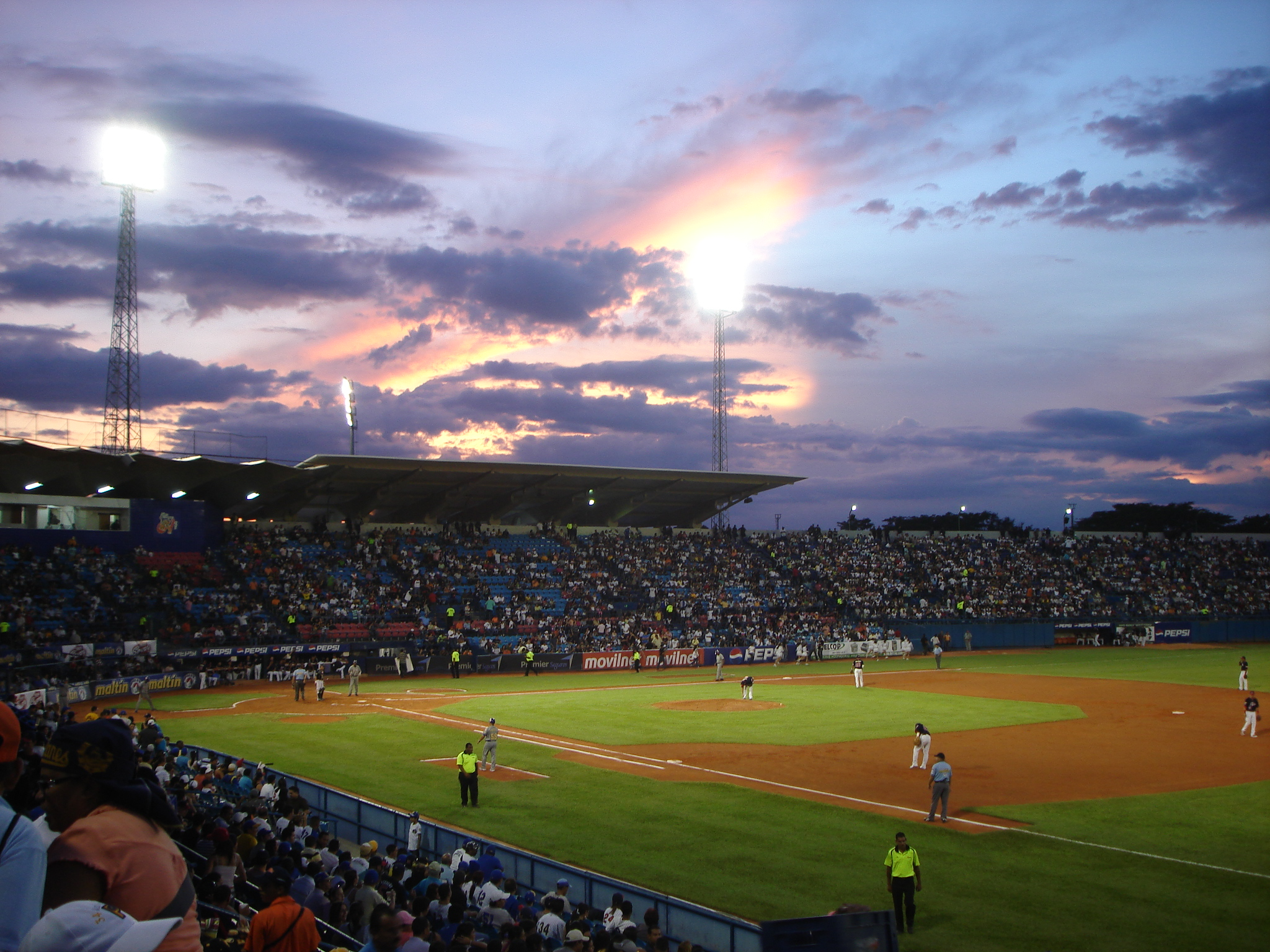
Estadio José Pérez Colmenares

- Aragua Fútbol Club
- Toros de Aragua
- Taurinos de Aragua
- Aragua Voleibol Club
- Tigres de Aragua
- Proyecto Alcatraz Rugby Club

| Complejos deportivos del Estado Aragua |                            |                               |                                         |
|                                        |                            |                               |                                         |
| Estadio Olímpico Hermanos Ghersi Páez  | Estadio Giuseppe Antonelli | Estadio José Pérez Colmenares | Gimnasio Cubierto Rafael Romero Bolívar |

## Política y gobierno

### Poder Ejecutivo
Se elije gobernador desde 1989, cuando por ley; en todo el país los alcaldes y gobernadores pasaron a ser elegidos por voto popular. Antes de ese año, los gobernadores eran designados por el presidente de la república en funciones. El poder ejecutivo del Estado recae en el gobernador que es electo cada 4 años (desde 1989 hasta el 2000, el cargo duraba 3 años pudiendo ser elegida dos veces la misma persona), y puede ser reelegido indefinidamente según enmienda del año 2009 a la constitución del año 1999. El Gobernador del Estado conforma su gabinete con secretarios organizados por sectores o áreas de interés o prioridad según lo considera pertinente y presenta su anualmente su balance de gestión ante el Consejo Legislativo de la entidad.

### Poder legislativo
La legislatura del estado recae sobre el Consejo Legislativo del estado Aragua unicameral, elegidos por el pueblo mediante el voto directo y secreto cada cuatro años pudiendo ser reelegidos indefinidamente en períodos consecutivos, bajo un sistema de representación proporcional de la población del estado y sus municipios, el estado Aragua cuenta con 15 diputados principales y sus suplentes.
Como estado Federal es autónomo e igual en lo político a los otros integrantes de la Federación, organiza su administración y sus poderes públicos por medio de la Constitución del estado Aragua, que fue adoptada en 2002. La misma establece la división de poderes en ejecutivo y legislativo. Esta Constitución solo puede ser reformada total o parcialmente por el poder legislativo de Aragua, y para ser aprobadas, necesitan la mayoría absoluta de los diputados estatales.

### Diputados en la Asamblea Nacional
El estado cuenta con 9 diputados que lo representan ante la asamblea nacional.

### Alcaldes
El estado Aragua está conformado por 18 municipios, por lo que existen igual número de alcaldes en su territorio.